# Prognorisma substrigata
Prognorisma substrigata är en fjärilsart som beskrevs av Smith 1895. Prognorisma substrigata ingår i släktet Prognorisma och familjen nattflyn. Inga underarter finns listade i Catalogue of Life.